# Seid Korac
Seid Korac (* 20. Oktober 2001 in Niederkorn) ist ein luxemburgischer Fußballspieler mit serbischen Wurzeln.

## Karriere

### Verein
Von seinem Heimatverein CS Oberkorn wechselte Korac über den FC Rodingen 91 in der Winterpause der Saison 2018/19 zum Nachwuchsleistungszentrum des deutschen Bundesligisten 1. FC Nürnberg. Dort spielte er anschließend auch für dessen 2. Mannschaft in der Regionalliga Bayern. Am 11. August 2021 wurde dann Koracs Wechsel zum dänischen Zweitligisten Esbjerg fB bekanntgegeben und knapp einen Monat später erzielte er beim 2:1-Heimsieg über Hobro IK seinen ersten Treffer. Mit dem Verein stieg er zwar am Saisonende in die Drittklassigkeit ab, doch Korac wechselte im August 2022 leihweise weiter zum zyprischen Erstliga-Aufsteiger Akritas Chlorakas. Nach sechs Monaten mit 14 Ligaeinsätzen wechselte er dann Anfang 2023 fest nach Schweden zu Degerfors IF in die Fotbollsallsvenskan. Ein Jahr später folgte dann der Transfer zum serbischen Erstligisten FK Vojvodina. Dort traf er am 12. Mai 2024 im Heimspiel der Meisterrunde gegen den FK Napredak Kruševac (5:0) erstmals für seinen neuen Klub. Außerdem erreichte er das nationale Pokalfinale, welches man mit 1:2 gegen Roter Stern Belgrad verlor. Im Sommer 2025 folgte dann der Wechsel nach Italien zum FC Venedig in die Serie B.

### Nationalmannschaft
Nach diversen Einsätzen in den Jugendauswahlen Luxemburgs debütierte Korac als 19-Jähriger am 11. November 2020 beim Testspiel gegen Österreich (0:3) für die Luxemburgische A-Nationalmannschaft, als er vor heimischer Kulisse in der 46. Minute für Aldin Skenderovic eingewechselt wurde. Erst am 11. September 2023 folgte dann sein zweites Länderspiel in der EM-Qualifikation gegen Portugal. Bei der 0:9-Auswärtsniederlage in Faro kam Korac in der 78. Minute für Maxime Chanot in die Partie. Am 21. März 2024 scheiterte er dann mit Luxemburg in den Play-offs zur Europameisterschaft 2024 gegen Georgien (0:2). In der UEFA Nations League gegen Nordirland (2:2) schoss er am 18. November 2024 auch seinen ersten Treffer für die Auswahl.